# 번지점프를 하다 (뮤지컬)
번지점프를 하다는 2001년 2월 개봉한 동명의 영화를 원작으로 제작된 대한민국의 창작 뮤지컬이다. 윌 에런슨(Will Aronson)이 작곡을, 박천휴가 작사를 맡았다.
제작사는 뮤지컬해븐. 2007년 뮤지컬화가 결정된 이후 2010년 대구 국제 뮤지컬 페스티벌에서 창작지원작으로 선정되며 본격적으로 제작에 들어가게 되었다. 오랜 기간에 걸친 창작진의 인큐베이팅 과정은 2012년 7월 블루스퀘어에서 초연을 올리며 그 결실을 맺었다. 이후 제 18회 한국뮤지컬대상 음악상과 제7회 더뮤지컬어워즈 작곡/작사상 수상을 통해 작품성을 인정받았고, 한국뮤지컬협회 창작뮤지컬육성지원사업에 선정되며 2013년 두산아트센터 연강홀에서 다시 공연을 올리게 되었다. 더 나아가. 창작뮤지컬 뮤지컬육성지원사업에 선정베이팅 과 
그러나 2014년 여름 뮤지컬해븐이 법정관리에 들어가며 한동안 볼수 없었지만, 2018년 여름 세종문화회관 개관 40주년을 축하하는 작품으로 달컴퍼니와 공동제작을 맡아 세종M씨어터에서 공연을 올렸다.

## 여역사
| 2008. 10    | 뉴욕 - 1차 내부 워크샵 진행                                                                          |
| 2009. 8     | 서울 - 2차 내부 워크샵 진행                                                                          |
| 2009. 8. 27 | 전국문예회관연합회 주관 창작팩토리 사업 창작뮤지컬 부문에서 시범공연작으로 선정 - 최우수 작품상 수상 |
| 2010. 7     | 대구국제뮤지컬페스티벌(DIMF) - 창작지원작으로 선정                                                   |
| 2010. 7. 2  | 대구첨단문화회관 Try-out 공연 (총 5회)                                                               |
| 2012. 7     | 서울 초연 - 7월 14일~9월 2일 블루스퀘어 삼성카드홀                                                   |
| 2012. 10    | 제 18회 한국뮤지컬대상 음악상 수상                                                                   |
| 2013. 5     | 한국뮤지컬협회 창작뮤지컬육성지원사업 재공연 분야 선정                                               |
| 2013. 6     | 제 7회 더뮤지컬어워즈 작곡/작사상 수상                                                               |
| 2013. 9     | 서울 재연 - 9월 27일~11월 17일 두산아트센터 연강홀                                                   |
| 2018. 6     | 서울 삼연 - 6월 12일~8월 26일 세종문화회관 M시어터                                                   |

## 줄거리
2000년, 고등학교 국어 교사인 인우는 2학년 5반의 담임으로 학생들을 만나게 된다. 학생들의 성화에 인우는 17년전 대학 시절 첫사랑과 처음 만난 날을 떠올린다.
비 오는 어느 날, 학교 앞에 서있던 인우의 우산 속으로 한 여자가 뛰어든다. "버스 정류장까지만 씌워주시겠어요?" 그렇게 인우는 태희에게 첫눈에 반한다. 버스를 타고 홀연히 사라진 그녀를 찾기 위해 인우는 온 학교를 다 뒤지지만 실패를 거듭하고, 친구들은 모두 그에게 포기하라 말한다. 그러던 어느날 인우는 우연히 학교에서 태희와 마주친다. 이후 미대생인 그녀를 집요하게 뒤쫓아다니던 인우는 왈츠 수업에서 마침내 그녀와 말을 하게 되고, 그렇게 둘은 풋풋한 연인 관계로 발전해나간다.
그러나 행복한 시간을 보내던 인우와 태희에게 어느날 '입대'라는 시련이 닥친다. 태희를 만나기 전 별 생각 없이 했던 입영 신청 때문에 인우는 군 입대를 하게 된다. 태희는 인우에게 '기다리겠다'고 하며 입대날 용산역에 마중을 나가겠다 한다. 그러나 태희는 용산역으로 향하던 길에 교통사고로 목숨을 잃는다.
17년 후, 다른 여자와 결혼하고 고등학교 국어교사가 된 인우는 담임 반 제자인 현빈에게서 죽은 태희의 모습들을 발견한다. 태희처럼 물병을 들 때 새끼 손가락을 펼치고, 휴대폰 벨소리에서는 쇼스타코비치 왈츠 2번이 흘러나오며, 태희가 했던 질문까지 그대로 하는 모습을 본 인우는 계속 혼란스러워한다. 그러다 마침내 태희의 얼굴을 그리는 모습, 태희가 새겨진 라이터를 가지고 있는 것을 보고는 현빈이 태희의 환생이라고 생각하게 된다. 인우는 환생한 태희에 대한 마음을 감추지 못하고, 학교에서는 인우가 남자 제자를 좋아하는 동성애자라는 소문이 돌게 된다. 현빈 역시 다른 아이들로부터 호모라 놀림을 받자 인우에게 화를 내지만, "왜 나를 알아보지 못하니?"하며 눈물 흘리는 인우 모습을 보고 기억을 찾는다.
결국 인우는 학교에서 쫓겨나고, 아내로부터도 버림 받는다. 그러다 17년 전 태희와 보기로 했던 용산역 플랫폼에서 방황하던 현빈을 마주친다. 둘은 태희가 생전에 가고 싶어했던 뉴질랜드에 번지점프를 하러 간다.

## 등장인물
본 작품에는 다음과 같은 인물들이 등장한다.
- 서인우 : 소심한 성격의 남자로, 국어국문학과 82학번에 재학 중이다 운명의 첫사랑을 만나 첫눈에 반한다. 태희를 집요하게 쫓아다닌 끝에 그녀와 연인이 되지만 이전에 충동적으로 했던 입대 신청으로 인해 군대에 끌려가게 된다. 입대날 태희가 용산역으로 마중나오길 기다리지만 끝내 태희는 오지 않고, 그렇게 17년의 시간이 흐른다. 그는 태희가 아닌 여자와 결혼을 하고, 고등학교 국어 교사가 되어 2학년 5반의 담임을 맡는다. 그러던 중 그는 담임 반 제자인 현빈에게서 태희와 닮은 점을 발견하고 혼란스러워한다.
- 인태희 : 당돌한 성격을 가진 조소과 여학생. 비오던 날 같은 학교에 다니는 인우의 우산으로 뛰어든 것을 계기로 인우와 연인이 된다. 그러나 입대하는 인우를 배웅해주러 용산역으로 향하던 중 교통사고로 사망한다.
- 임현빈 : 인우가 담임을 맡은 2학년 5반의 17살 남학생으로 인우를 좋아하고 따른다. 여학생들에게 짓궂은 장난을 치고 농구를 좋아하는 평범한 남학생이나, 태희를 연상시키는 말과 행동으로 인우를 혼란에 빠뜨린다. 이후 인우의 이상한 행동이 계속되자 친구들은 현빈과의 관계를 의심하고, 현빈은 이에 분노한다.
- 나대근 : 인우의 국문과 친구로, 유쾌한 성격의 소유자이나 인우가 현빈을 보고 태희라 하자 정색하며 인우를 나무란다.
- 윤기석 : 대근과 함께 인우와 가장 친한 과 동기.
- 어혜주 : 장난스러운 현빈의 공개 고백을 받아들여 현빈의 여자친구가 된다. 그러나 이를 질투한 인우 때문에 모진 고초를 겪고, 변한 현빈의 마음을 확인하자 넋을 놓고 엉엉 운다.
- 인우아내 : 인우와 결혼해 평범한 가정을 꾸리고 살아가던 여자. 남편인 인우가 남자 제자를 좋아해 학교에서 쫓겨난 것을 알고 절망에 휩싸인다.
- 2학년 5반 학생들  동건, 봉걸, 재일, 욱기, 단비, 수영, 현경, 윤정
- 무용과 교수 / 미대 교수 / 국문과 교수
- 학생주임 / 체육선생

## 넘버
스물 한 곡의 넘버 모두 피아노와 현악 6중주로 구성되어 있다. 이는 작곡가 윌 에런슨(WIll Aronson)의 스타일로 잘 알려져있다. 2013년 재연 당시 넘버 일부가 편곡되었다.
2012년 초연 당시 스튜디오 OST 앨범과 디지털 음원이 발매되었다. 2013년 재연에는 앨범과 음원이 발매되지는 않았으나 일부 수록곡을 담은 악보를 공연장에서 판매하였다.
제 18회 한국뮤지컬대상과 제 7회 더뮤지컬어워즈에서 각각 음악상과 작곡/작사상을 수상한만큼 넘버에 대한 평가가 높은 편이다.

### ACT 1
- 1. Prologue: Waltz - 뮤지컬의 메인 테마이자 오버추어
- 2. 그대인가요 - 인우 솔로, 태희가 우산에 뛰어들었다 사라진 직후 태희를 찾아다니는 인우
- 3. 연애의 정석(초연) / 어떻게 알아?(재연) - 태희만 찾아다니는 인우에게 대근과 기석이 하는 조언, 작품 내 가장 큰 웃음 포인트
- 4. 저 사람 - 태희의 미대 수업을 쫓아다니는 인우를 이상하게 보는 미대 학생들(앙상블)이 부르는 넘버
- 5. Waltz: Main Theme - 태희가 왈츠 수업에 자신을 따라온 인우를 만나는 장면에서 흐르는 넘버, 2000년 현빈의 벨소리로 이어짐
- 6. 그런가봐 - 2000년 현빈과 남학생들이 혜주와 여학생들에게 장난을 치는 부분과, 1983년 국문학과 학생들이 MT를 떠나는 부분으로 나뉘어짐, 대표 단체곡
- 7. 혹시, 들은 적 있니 - 태희 솔로, 산에서 태희가 인우에게 불러주는 넘버
- 8. 선생,님 - 2000년 2학년 5반 학생들이 학교 선생님들에 불만을 갖고 부르는 넘버
- 9. 군가, 9A : 어떻게 알아? Rep. / 군가 Rep. - 입대를 앞둔 인우가 기석/대근을 만나는 술집에서 등장하는 넘버
- 10. 그게 나의 전부란 걸 - 인우 태희 듀엣, 군대가는 인우를 태희가 기다리겠다고 다짐하며 부르는 넘버
- 11. Act 1 Finale (우리는 달린다 / 기다림 / Waltz) - 2000년 학교 운동회와 1983년 인우가 태희를 기다리는 용산역 부분으로 나뉨, 메인 테마인 Waltz가 반복되며 1막 마무리

### ACT 2
- 11A. Act 2 Intro - 운동회 부분이 느리게 변주되어 2막 시작
- 12. 겨우 - 인우 솔로, 현빈에게서 태희와 닮은 점들을 보며 혼란스러워하는 인우
- 13. 이상한 소문 #1 - 학생들이 인우와 현빈의 관계에 대해 학교에서 도는 이상한 소문을 전하기 시작하며 부르는 넘버
- 14. 그런가봐 Rep.(초연) / 그게 아냐(재연) - 현빈이 토라진 혜주를 달래주며 장난 치는 장면
- 15. 잘 자요, 사랑하는 그대 - 인우 아내 솔로, 피곤해하는 남편을 달래주며 부르는 넘버
- 16. 이상한 소문 #2 - 인우와 현빈의 관계에 수근거리기 시작하는 학생들
- 17. 내 잘못이 아냐 - 현빈 솔로, 학교에 퍼진 소문과 오해가 자신의 잘못이 아니라고 절규하며 부르는 넘버
- 18. 이상한 소문 #3 - 인우에 대한 소문을 퍼뜨리는 학생들
- 19. 비난 - '위선, 거짓, 모욕, 사기, 기만'으로 시작, 학교에서 쫓겨나는 인우를 둘러싸고 학생들과 인우 아내가 부르는 부분과 혜주가 현빈에게 부르는 부분으로 나뉨
- 20. 기억들 - 현빈 태희 듀엣, 현빈의 기억이 깨어나는 장면
- 21. Finale (우린 사랑해야 한다) - 인우 현빈 듀엣, '그게 나의 전부란 걸' reprise, 인우의 나레이션으로 막을 내림

커튼콜에서는 메인 테마인 Waltz가 2분 내외로 변주되어 연주되다가, 전 출연진이 차례로 무대 위에 오른 후 1막의 마지막 Waltz를 부르고 끝난다 ("눈부신 계절을 지나 / 춥고 긴 겨울에도 / 그대는 여전히 나의 곁에 있을까요 / 날 사랑해줄까요").

## 캐스팅

### 2012 초연
| 인우                 | 강필석        | 강필석        | 김우형        | 김우형        |
| 태희                 | 전미도        | 전미도        | 최유하        | 최유하        |
| 현빈                 | 이재균        | 이재균        | 윤소호        | 윤소호        |
| 대근                 | 임기홍        | 임기홍        | 임기홍        | 임기홍        |
| 기석                 | 진상현        | 진상현        | 진상현        | 진상현        |
| 혜주                 | 송상은        | 송상은        | 송상은        | 송상은        |
| 인우아내 /무용과교수 | 김경희        | 김경희        | 김경희        | 김경희        |
| 미대교수 /학생주임   | 김성현        | 김성현        | 김성현        | 김성현        |
| 국문과교수 /체육선생 | 안재영        | 안재영        | 안재영        | 안재영        |
| 재일                 | 문성일        | 문성일        | 문성일        | 문성일        |
| 학생들               | 김찬호 (동건) | 황호진 (봉걸) | 최종선 (영호) | 박태영 (욱기) |
| 학생들               | 이효림 (단비) | 신혜원 (수영) | 이경진 (현경) | 강지혜 (윤정) |

### 2013 재연
| 인우                 | 강필석        | 강필석        | 성두섭        | 성두섭        |
| 태희                 | 전미도        | 전미도        | 김지현        | 김지현        |
| 현빈                 | 이재균        | 이재균        | 윤소호        | 윤소호        |
| 대근                 | 임기홍        | 임기홍        | 임기홍        | 임기홍        |
| 기석                 | 진상현        | 진상현        | 진상현        | 진상현        |
| 혜주                 | 박란주        | 박란주        | 박란주        | 박란주        |
| 인우아내 /무용과교수 | 박범정        | 박범정        | 박범정        | 박범정        |
| 미대교수 /학생주임   | 김성현        | 김성현        | 김성현        | 김성현        |
| 국문과교수 /체육선생 | 안재영        | 안재영        | 안재영        | 안재영        |
| 학생들               | 김찬호 (동건) | 황호진 (봉걸) | 이지호 (재일) | 노희찬 (욱기) |
| 학생들               | 이효림 (단비) | 신혜원 (수영) | 진보람 (현경) | 안소연 (윤정) |

대구 공연과 초연을 함께 했던 강필석이 '인우' 역으로 다시 캐스팅되었다. 초연에 참여했던 전미도와 이재균, 임기홍, 진상현, 안재영, 김찬호, 황호진, 이효림, 신혜원 역시 재합류했다.
재연에서는 2학년 5반 학생인 '재일'의 비중이 크게 줄어 ('현빈', '혜주' 포함) 학생들의 수를 10명으로 줄였다.

### 2018 삼연
| 인우                 | 강필석 | 강필석 | 이지훈 | 이지훈 |
| 태희                 | 김지현 | 김지현 | 임강희 | 임강희 |
| 현빈                 | 이휘종 | 이휘종 | 최우혁 | 최우혁 |
| 대근                 | 최호중 | 최호중 | 최호중 | 최호중 |
| 기석                 | 진상현 | 진상현 | 진상현 | 진상현 |
| 혜주                 | 이지민 | 이지민 | 이지민 | 이지민 |
| 인우아내 /무용과교수 | 이다정 | 이다정 | 이다정 | 이다정 |
| 학생들               | 강지헌 | 이예슬 | 하도빈 |        |
| 학생들               | 이지숙 | 박철   | 임지혜 |        |

## 제작진

### 2012 초연
- 제작 : 뮤지컬해븐 박용호
- 연출 : 아드리안 오스몬드 (Adrian Osmond)
- 협력 연출 : 이재준
- 대본 : 이문원
- 안무 : 신선호
- 음악 감독 : 주소연
- 음향 디자인 : 강국현
- 조명 디자인 : 백시원
- 무대 디자인 : 정승호

2007년 같은 제작사의 라이선스 뮤지컬 <스위니토드>로 역량을 인정받은 영국 출신 연출가 아드리안 오스몬드가 총연을 맡았으며, 오스몬드를 필두로 <스위니토드> 스태프진이 다시 모였다.

### 2013 재연
- 제작 : 뮤지컬해븐 박용호
- 연출 : 이재준
- 협력 연출 : 송정안
- 대본 : 이문원
- 안무 : 신선호
- 음악 감독 : 주소연
- 음향 디자인 : 강국현
- 조명 디자인 : 백시원
- 무대 디자인 : 여신동

초연 당시 협력 연출로 참여했던 이재준이 총연출을 맡았다. 그는 "인물의 심리를 더욱 깊이 느낄 수 있는 중극장으로 옮긴만큼 드라마를 품고 있는 무대와 초연의 아쉬움을 보완했다", "대본과 음악, 안무가 드라마와 인물을 중심으로 밀접하게 밀착되며 한층 성숙해졌다"고 밝혔다.
또한 대극장에서 중극장으로 옮기는 과정에서 무대 디자이너 여신동이 합류하며 여백이 많았던 초연 무대와는 달리 감각적이고 독창적인 무대를 선보였다.

### 2018 삼연
- 제작 : 달컴퍼니 강효진, 세종문화회관
- 각색 연출 : 김민정
- 대본 : 이문원
- 안무 : 신선호
- 음악 감독 : 주소연
- 무대 감독 : 안경호
- 음향 디자인 : 강국현
- 조명 디자인 : 백시원
- 무대 디자인 : Timothy Mackabee
- 의상 디자인 : 박소영
- 분장 디자인 : 김남선
- 헤어 디자인 : 김남선
- 소품 디자인 : 최영은

## 평가
"창작뮤지컬 계 올해 최고의 수확, 서정적 음악과 여백의 무대미학이 일품이다" -동아일보
"창작 뮤지컬 <번지점프를 하다>는 원작 영화의 감성을 뮤지컬 무대의 특성에 맞춰 성공적으로 풀어낸 작품이다" -한겨레
"이 뮤지컬의 가장 큰 힘은 음악이다. 각종 뮤지컬 시상식에서 음악상을 받으며 그 가치를 인정받은 작곡가 윌 에런슨, 작사가 박천휴 콤비의 음악은 극 속 사랑의 설렘, 격정, 고통, 번민을 제대로 담아냈다. 공연이 끝난 뒤 객석에서 여전히 극 중 감성에 젖어들게 되는 것도, 공연을 본 지 한참이 지난 뒤에도 비가 오는 날이면 유독 많은 뮤지컬 팬들이 이 뮤지컬을 다시 떠올리게 되는 것도 바로 훌륭한 음악이 있기에 가능한 일이다." -매일경제
"관객의 가슴을 공략한 섬세한 연출, 자연스럽게 체화된 배우들의 연기, 은은한 영상 미학이 조합된 뮤지컬" -세계일보
"무대, 조명, 음악, 배우들의 조화가 놀라울 정도로 잘 맞아떨어져 관객의 감정을 극대화 시킨다." -유니온프레스